# 엘리너 파월 (배우)
엘리너 파월(영어: Eleanor Powell, 1912년 11월 21일 ~ 1982년 2월 11일)은 미국의 배우, 댄서이다.

## 영화
- 엔터테인먼트 3 (1994년) - 본인 역
- 엔터테인먼트 (1974년)
- 아이다호의 공작부인 (1950년)
- 그레이트 모건 (1946년)
- 센세이션스 오브 1945 (1944년)
- 싸우잰드 치어 (1943년)
- 아이 두드 잇 (1943년)
- 쉽 아호이 (1942년)
- 레이디 비 굿 (1941년)
- 브로드웨이 멜로디 오브 1940 (1940년)
- 호놀룰루 (1939년)
- 로잘리 (1937년)
- 브로드웨이 멜로디 오브 1938 (1937년)
- 본 투 댄스 (1936년)
- 조지 화이트의 1935 스캔달 (1935년)
- 브로드웨이 멜로디 오브 1936 (1935년)
- 퀸 하이 (1930년)